# Moviemax
Moviemax, também conhecida como PMC Cinemas, é uma empresa brasileira que atua no ramo da exibição cinematográfica, sediada na cidade de Recife. Atua em cinco cidades do Estado de Pernambuco e seu parque exibidor é formado atualmente por cinco complexos e quinze salas, média de 3,0 salas de cinema por complexo.

## História
Foi fundada em 2004 pelo empreendedor pernambucano Paulo Menelau, tendo este iniciado no mundo cinematográfico através das exibições e produções de filmes em Super oito e 16 mm, no antigo clube de superoitistas "Grupo 8" existente na cidade de Recife na década de 70. Nos anos 1980, estabeleceu juntamente com sua esposa uma vídeo locadora de fitas VHS, que chegou a possuir seis filiais na cidade de Recife, mais tarde migrando para o mercado de DVD, com o nome de "DVD Store", tendo atuado neste segmento até 2002. Diante da extinção do negócio, adentraram no mercado exibidor, ao reabrir os Cines Eldorado, da cidade de Garanhuns, e o Cine Royal, de São Lourenço da Mata, ambos cinemas de rua em situação de decadência.

### Recuperação do público e dos cinemas
Entre os muitos problemas encontrados, estava a falta de hábito de frequência ao cinema das gerações mais novas e a condição de precariedade das instalações dos cinemas, que tiveram que ser reformados e receber novos equipamentos. No caso do cinema de Garanhuns, tal era a distância do público local com as produções cinematográfico, que até ingressos gratuitos eram recusados pelos estudantes, pois só conheciam a atividade circense como forma de entretenimento. Para convencimento da população e formar plateia, foi necessário estabelecer parcerias de meia entrada com órgãos municipais e estabelecimentos comerciais.

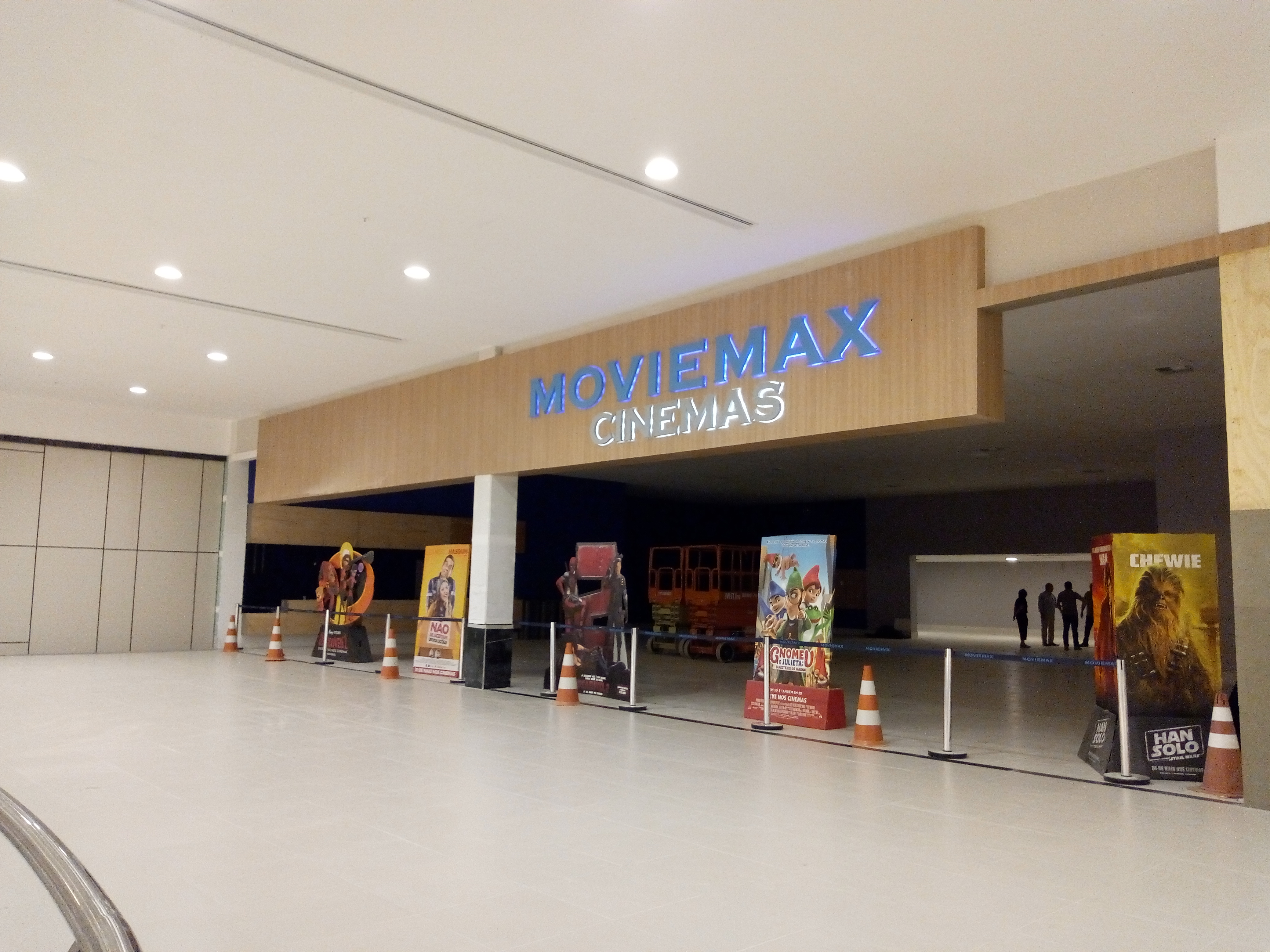
Entrada da Moviemax no Camará Shopping em Camaragibe, Pernambuco

Já na cidade de São Lourenço da Mata, o investimento para recuperação das instalações girou em torno de R$ 350 mil e a dificuldade de trazer o público de volta foi ainda maior que em Garanhuns, o que obrigou o cinema a modificar o título do filme Ratatouille para "O Ratinho Cozinheiro da Disney", a fim de que as pessoas viessem a assistir o filme, o que acabou dando certo. Com o sucesso das empreitadas anteriores, a empresa adquiriu em 2012 o Cine Rosa e Silva, que recebeu mais uma sala em junho de 2013 e se prepara para inaugurar mais um complexo na cidade de Camaragibe, no Shopping Camará, com previsão de abertura em 2018.
Considerando os números do parque exibidor brasileiro é uma rede de pequeno porte, ocupando a 41.ª posição  em março de 2015, por número de salas, de acordo com o portal especializado em cinema Filme B. Nessa mesma época, ainda não havia completado o processo de digitalização de suas salas, onde os projetores de película 35mm são substituídos por projetores digitais. Para atingir essa modernização, a Moviemax firmou contrato com a Quanta DGT, empresa especializada na integração entre distribuidores e exibidores. A rede é também participante do circuito de cinemas que exibe os filmes do Festival Varilux de Cinema Francês. 

## Público
Abaixo a tabela de público e sua evolução de 2008 até 2019, considerando o somatório de todas as suas salas a cada ano. A variação mencionada se refere à comparação com os números do ano imediatamente anterior. No período elencado a rede teve um crescimento expressivo, da ordem de 923,90%, não ocorrendo redução ou queda em nenhum ano.
Os dados foram extraídos do banco de dados Box Office do portal de cinema Filme B,  sendo que os números de 2014 e 2015 tem como origem o Database Brasil. Já os dados de 2016 em diante procedem do relatório "Informe Anual Distribuição em Salas Detalhado", do Observatório Brasileiro do Cinema e do Audiovisual (OCA) da ANCINE.
| Ano  | Público total | Ranking no país | Market Share | Variação |
| ---- | ------------- | --------------- | ------------ | -------- |
| 2008 | 45 267        | 73º             | 0,05%        | ano-base |
| 2009 | 104 357       | 54º             | 0,09%        | 130,54%  |
| 2010 | 132 189       | 50º             | 0,10%        | 26,67%   |
| 2011 | 140 343       | 49º             | 0,10%        | 6,17%    |
| 2012 | 186 571       | 42º             | 0,13%        | 32,94%   |
| 2013 | 266 170       | 39º             | 0,18%        | 42,66%   |
| 2014 | 285 083       | 33º             | 0,18%        | 7,11%    |
| 2015 | 321 277       | 35º             | 0,19%        | 12,70%   |
| 2016 | 463 489       | 31º             | 0,25%        | 44,26%   |
| 2017 | 355 635       | 33º             | 0,20%        | 44,26%   |
| 2018 | 464 328       | 33º             | 0,28%        | 30,56%   |
| 2019 | 642 904       | 31º             | 0,36%        | 38,46%   |

## Ligações Externas
- «Sítio oficial»
- Cine Royal no Facebook
- Cine Eldorado no Facebook
- Cine Rosa e Silva no Facebook
- Camará Shopping no Facebook
- Igarassu Shopping/moviemaxigarassu no Facebook